# Байдаково (Кировоградская область)
Байдаково (укр. Байдакове) — село в Онуфриевской поселковой общине Александрийского района Кировоградской области Украины
До 2020 года входило в Онуфриевский район
Население по переписи 2001 года составляло 116 человек. Почтовый индекс — 28114. Телефонный код — 5238. Код КОАТУУ — 3524685802.